# Liste der Biografien/Karc
Liste der Biografien |
Portal Biografien |
Personensuche
# |
A |
B |
C |
D |
E |
F |
G |
H |
I |
J |
K |
L |
M |
N |
O |
P |
Q |
R |
S |
T |
U |
V |
W |
X |
Y |
Z |
?
 
Ka |
Kb |
Kc |
Kd |
Ke |
Kf |
Kg |
Kh |
Ki |
Kj |
Kl |
Km |
Kn |
Ko |
Kp |
Kr |
Ks |
Kt |
Ku |
Kv |
Kw |
Ky |
Kx |
Kz
 
Kaa–Kag |
Kah |
Kai |
Kaj |
Kak |
Kal |
Kam |
Kan |
Kao |
Kap |
Kar |
Kas |
Kat |
Kau |
Kav |
Kaw |
Kay |
Kaz
 
Kara |
Karb |
Karc |
Kard |
Kare |
Karf |
Karg |
Karh |
Kari |
Karj |
Kark |
Karl |
Karm |
Karn |
Karo |
Karp |
Karr |
Kars |
Kart |
Karu |
Karv |
Karw |
Kary |
Karz
Die Liste der Biografien führt alle Personen auf, die in der deutschsprachigen Wikipedia einen Artikel haben. Dieses ist eine Teilliste mit 70 Einträgen von Personen, deren Namen mit den Buchstaben „Karc“ beginnt.

## Karc

### Karce
- Karčemarskas, Žydrūnas (* 1983), litauischer Fußballtorhüter

### Karch
- Karch, André (* 1984), deutscher Hochschullehrer und Mediziner
- Karch, Andreas (1913–1972), deutscher Pfarrer und Liedtexter
- Karch, Andreas (* 1972), deutscher Physiker
- Karch, Bob (1894–1958), US-amerikanischer American-Football-Tackler in der National Football League
- Karch, Charles A. (1875–1932), US-amerikanischer Politiker
- Karch, Frederick J. (1917–2009), US-amerikanischer General (United States Marine Corps)
- Karch, Helge (* 1953), deutscher Mikrobiologe
- Karch, Ingrid (* 1943), deutsche Opernsängerin (Sopran) und Schauspielerin
- Karch, Maria (1877–1958), deutsche Politikerin (SPD, USPD), MdR
- Karch, Matthias (* 1956), deutscher Architekt, Bühnenbildner und Kostümbildner
- Karch, Oswald (1917–2009), deutscher Automobilrennfahrer
- Karch, Paul (1901–1985), deutscher Unternehmer und Fußballfunktionär
- Karch, Paul Jr. (* 2002), US-amerikanischer Fußballspieler
- Karch, Pierre (* 1941), kanadischer Schriftsteller, Romanautor, Verleger und Kritiker
- Karch, Roy (* 1946), US-amerikanischer Regisseur und Drehbuchautor von Pornofilmen
- Karch, Stefan (* 1962), österreichischer Kinder- und Jugendbuchautor, Illustrator und Puppenspieler
- Karch, Steven B., US-amerikanischer Neuropathologe und Buchautor
- Karch-Gailus, Karla (* 1964), kanadische Basketballspielerin
- Karchaoui, Sakina (* 1996), französische FußballspielerinSakina Karchaoui (* 1996)

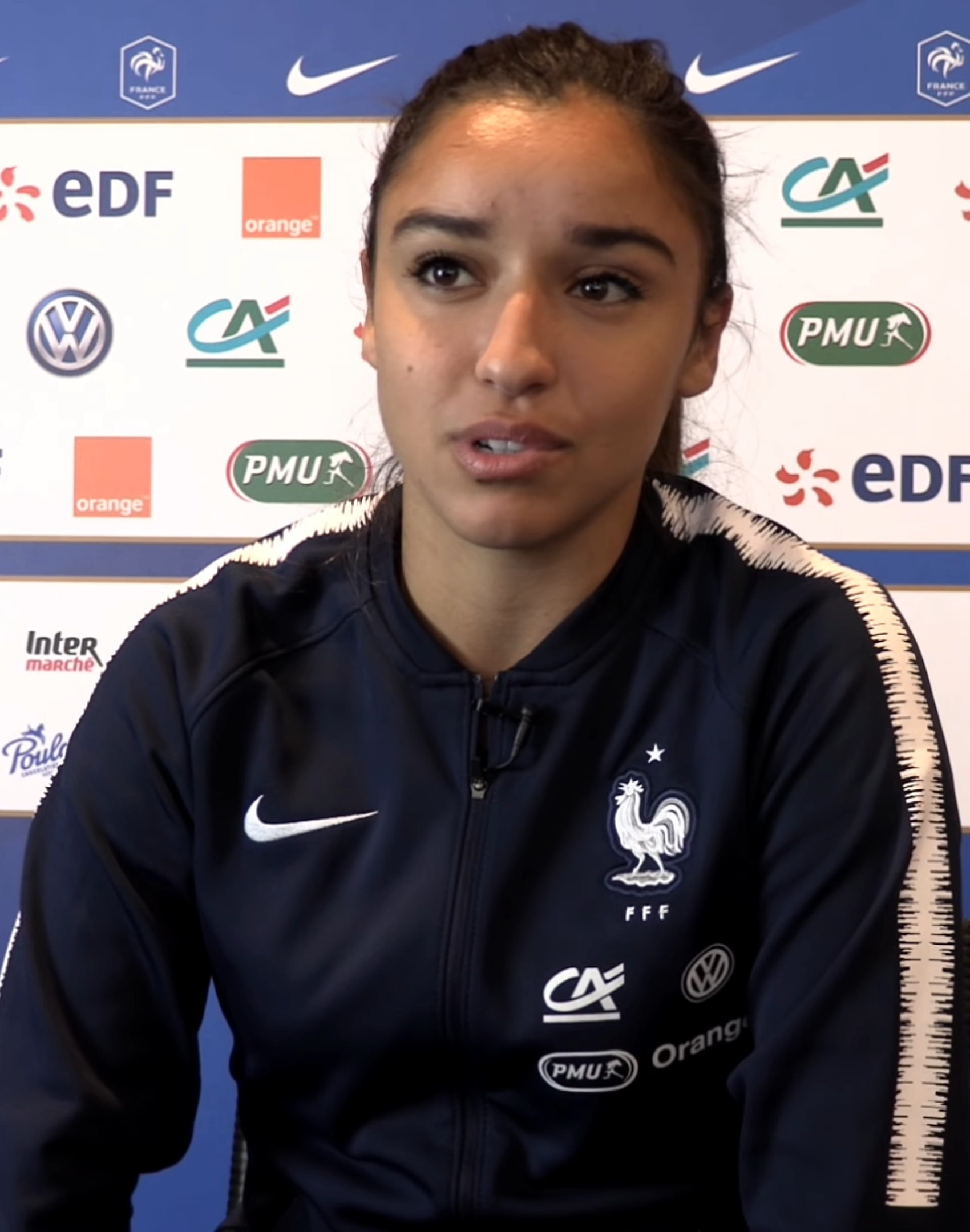
Sakina Karchaoui (* 1996)

- Kärcher, Alfred (1901–1959), deutscher Ingenieur und Unternehmer
- Kärcher, Amalie (1819–1887), deutsche Stilllebenmalerin
- Karcher, Anton Stefan (1903–1986), deutscher Maler
- Karcher, Bodo (1886–1953), deutscher Ingenieur und Unternehmer
- Karcher, Carl (1843–1913), deutscher Fabrikant
- Karcher, Carl Heinrich (1808–1875), deutscher Unternehmer
- Karcher, Carl Ludwig (1850–1902), deutscher Fabrikant
- Karcher, Carlo (* 1951), deutscher Jurist
- Karcher, Eduard (1818–1895), deutscher Unternehmer, Politiker und Gutsbesitzer
- Kärcher, Ernst Friedrich (1789–1855), deutscher Pädagoge und klassischer Philologe
- Karcher, Eva (* 1960), deutsche Kunsthistorikerin und Autorin
- Karcher, Franz (1867–1915), deutscher Unternehmer
- Karcher, Friedrich Bernhard (1845–1925), deutscher Fabrikant
- Karcher, Fritz-Henning (1911–2001), deutscher Unternehmer
- Karcher, Guido (1844–1905), deutscher Admiral
- Kärcher, Hans Jürgen (* 1941), deutscher Systemingenieur
- Karcher, Heinrich (1718–1786), deutscher Unternehmer
- Karcher, Heinrich Thomas von (1773–1824), deutscher Diplomat
- Karcher, Hermann (* 1938), deutscher Mathematiker
- Karcher, Johann Caspar (1738–1826), deutscher Kaufmann
- Karcher, Johann Friedrich (1650–1726), deutscher Gartenkünstler und Baumeister
- Karcher, Karl (1818–1868), deutscher Kaufmann und Bürgermeister von St. Johann
- Kärcher, Levin (* 1986), deutscher Musikproduzent, DJ und Filmmusiker
- Karcher, Martin (* 1946), deutscher Handballspieler und -trainer
- Kärcher, Martin Jakob (1875–1951), Landtagsabgeordneter Volksstaat Hessen
- Karcher, Paul (1846–1912), deutscher Rittmeister, Gutsbesitzer, Eisenwerksleiter und Bürgermeister
- Kärcher, Paul (1901–1970), saarländischer Politiker (KP), MdL
- Karcher, Philipp (1837–1894), deutscher Unternehmer
- Kärcher, Siegfried (* 1974), deutscher Maler und MedienkünstlerSiegfried Kärcher (* 1974)

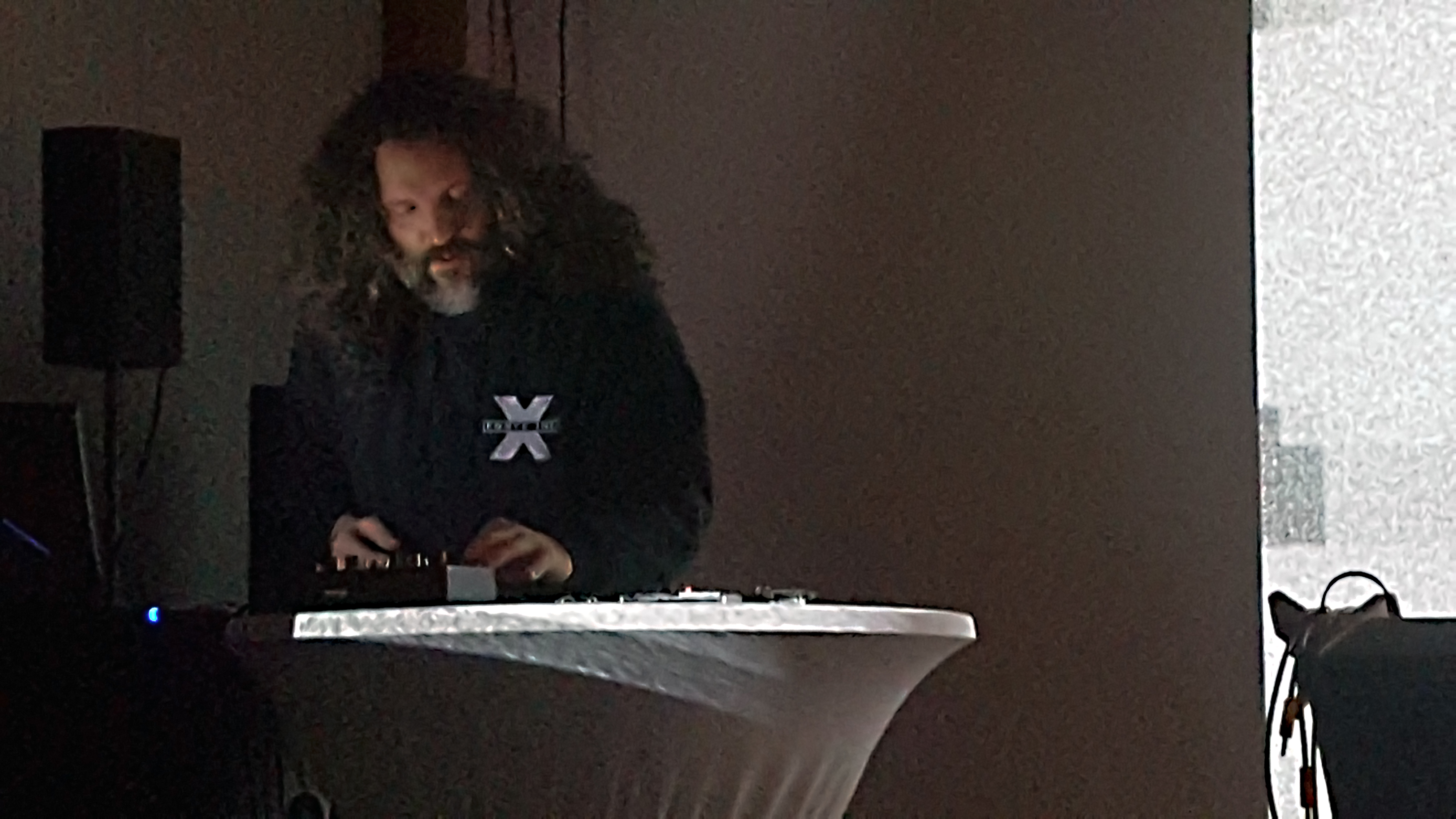
Siegfried Kärcher (* 1974)

- Karcher, Silke (* 1968), deutsche politische Beamtin (Bündnis 90/Die Grünen)
- Karcher, Wolfgang (1940–1999), deutscher Erziehungswissenschaftler und Hochschullehrer
- Karches, Heribert (* 1958), deutscher Ruderer
- Karchevsky, Hanina (1877–1925), russischer Komponist, Musikpädagoge und Dirigent
- Karchne, Simon (1649–1722), slowenisch-österreichischer Jesuit
- Karchow, Albert (1866–1945), deutscher Theater- und Filmschauspieler
- Karchow, Ernst (1892–1953), deutscher Schauspieler, Regisseur, Theaterintendant und Hörspielsprecher
- Karchow, Paul (1874–1943), deutscher Architekt
- Karchow-Lindner, Marie (1842–1914), deutsche Schauspielerin, Journalistin und Mäzenin
- Karchut, Mike (* 1944), US-amerikanischer Gewichtheber

### Karci
- Karcı, Kadriye (* 1961), deutsche Politikerin (Die Linke), MdA
- Karci, Lale (* 1969), deutsche Schauspielerin
- Karčiauskienė, Magdalena (1919–2011), litauische Pädagogin und Professorin

### Karck
- Karck, Matthias (* 1961), deutscher Herzchirurg

### Karcz
- Karczag, Wilhelm (1857–1923), österreichischer Theaterdirektor
- Karczewska, Nikola (* 1999), polnische Fußballspielerin
- Karczewski, Andreas (* 1965), deutscher Radiomoderator, Discjockey und Musik-Journalist
- Karczewski, Christoph (* 1961), deutscher Jurist, Richter am Bundesgerichtshof
- Karczewski, Stanisław (* 1955), polnischer Mediziner und konservativer Politiker
- Karczewsky, Franz Karl August Boguslaw von (1820–1884), königlich preußischer Generalleutnant und zuletzt Direktor des Militär-Ökonomiedepartements im Kriegsministerium
- Karczmarek, Agata (1963–2016), polnische Weitspringerin und Turnerin